# Ferry Rotinsulu
Ferry Rotinsulu (Palu, 28 dicembre 1982) è un ex calciatore indonesiano, di ruolo portiere.

## Carriera

### Club
Ha cominciato a giocare al Persipal Palu. Nel 2004 è stato acquistato dallo Sriwijaya, in cui ha militato per 9 anni. Nel 2014 si è trasferito al Persebaya Surabaya.

### Nazionale
Ha debuttato in nazionale il 3 giugno 2007, nell'amichevole Indonesia-Singapore (0-1). Ha partecipato, con la Nazionale, alla Coppa d'Asia 2007. Ha collezionato in totale, con la maglia della nazionale, 8 presenze.